# Cyclops (tegneseriefigur)
 For alternative betydninger, se Cyclops (flertydig). (Se også artikler, som begynder med Cyclops)
Cyclops er en tegneserie-figur fra Marvel-universet og var et medlem af de originale fem X-Men. Arbejder stadig på Xavier-instituttet, men mere som lærer end som taktisk leder af X-men, selvom det forekommer.